# Ставрокону
Ставроко̀ну (на гръцки: Σταυροκόννου) е село в Кипър, окръг Пафос. Според статистическата служба на Република Кипър през 2001 г. селото има 102 жители.
Намира се на 12 км северно от Куклия.